# Mouzay (Indre i Loara)
Mouzay – miejscowość i gmina we Francji, w Regionie Centralnym, w departamencie Indre i Loara.
Według danych na rok 1999 gminę zamieszkiwały 463 osoby, a gęstość zaludnienia wynosiła 20 osób/km² (wśród 1842 gmin Regionu Centralnego Mouzay plasuje się na 729. miejscu pod względem liczby ludności, natomiast pod względem powierzchni na miejscu 514.).